# Tetramorium spinosum
Tetramorium spinosum är en myrart som först beskrevs av Theodore Pergande 1896.  Tetramorium spinosum ingår i släktet Tetramorium och familjen myror. Inga underarter finns listade i Catalogue of Life.

## Bildgalleri

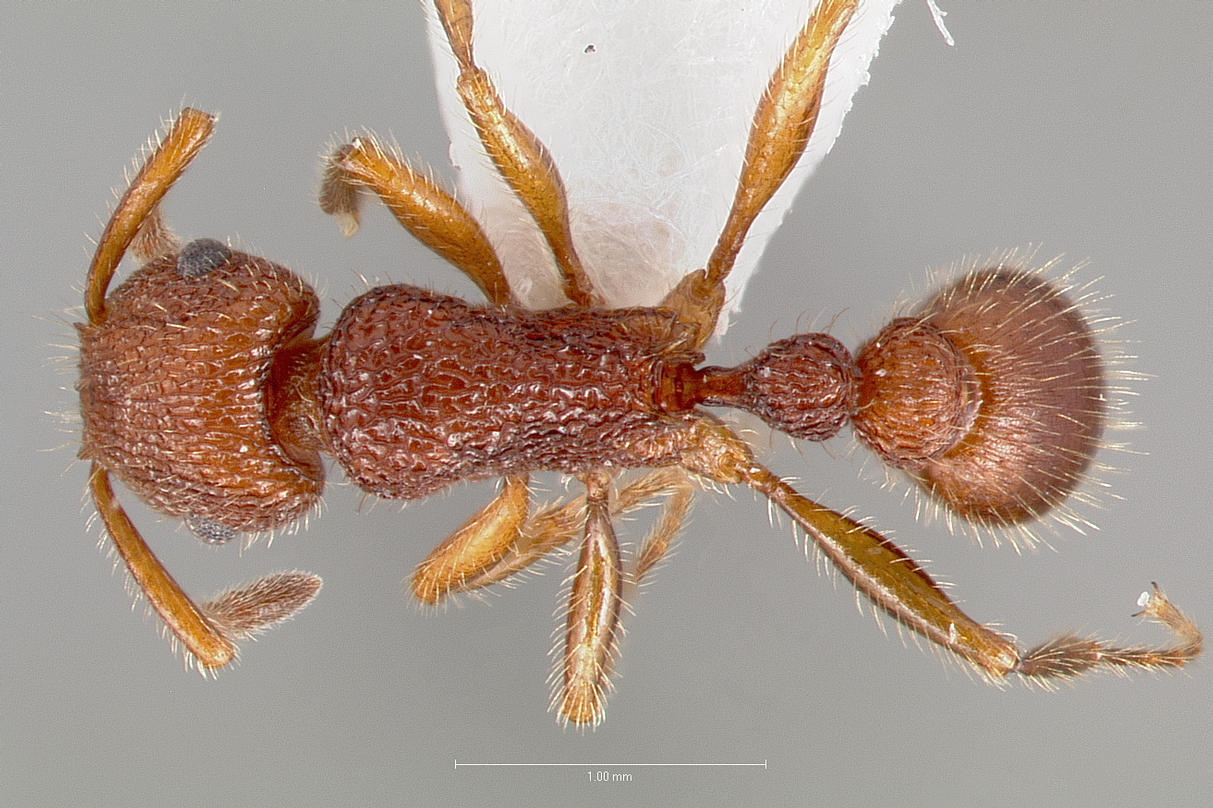
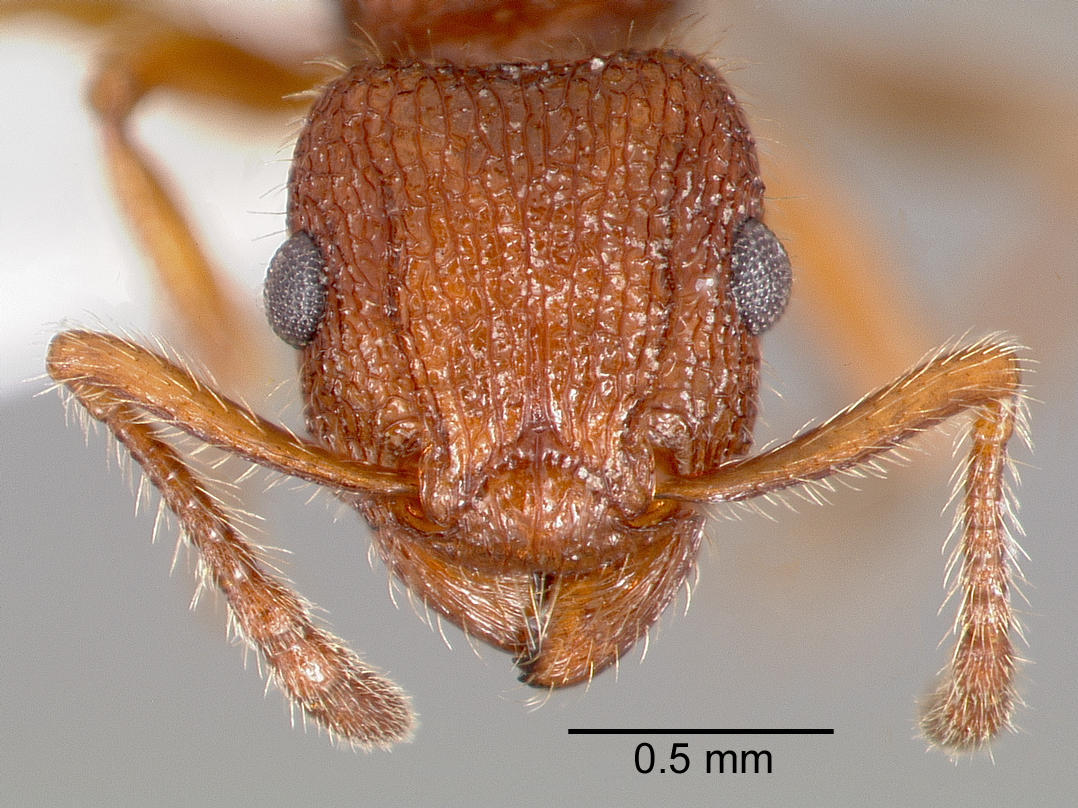
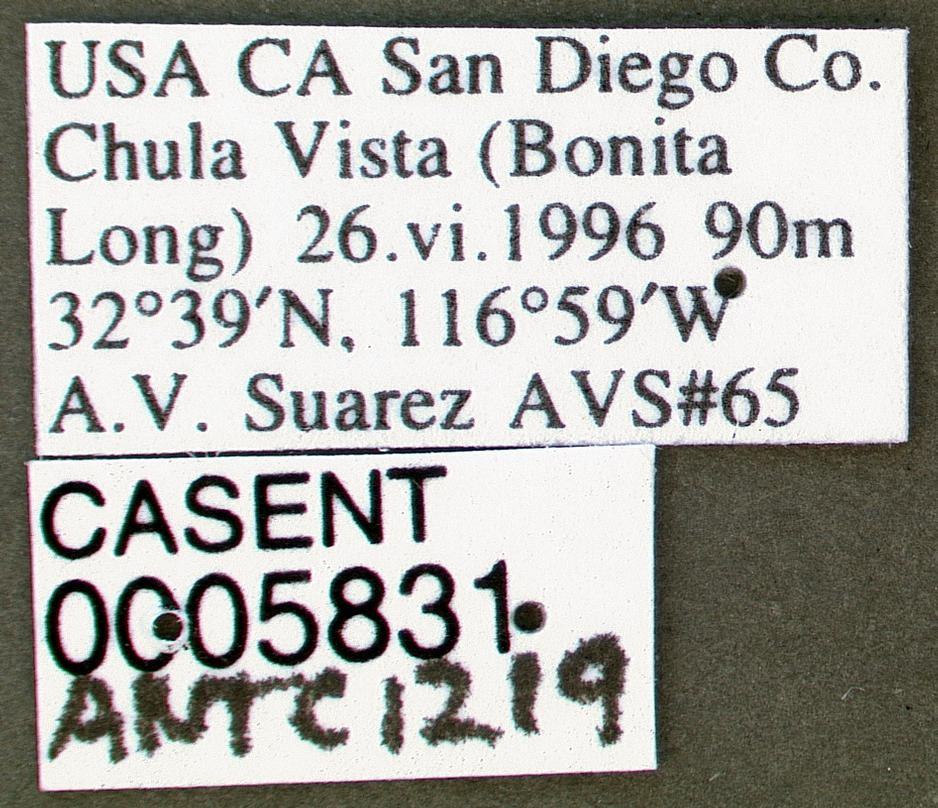
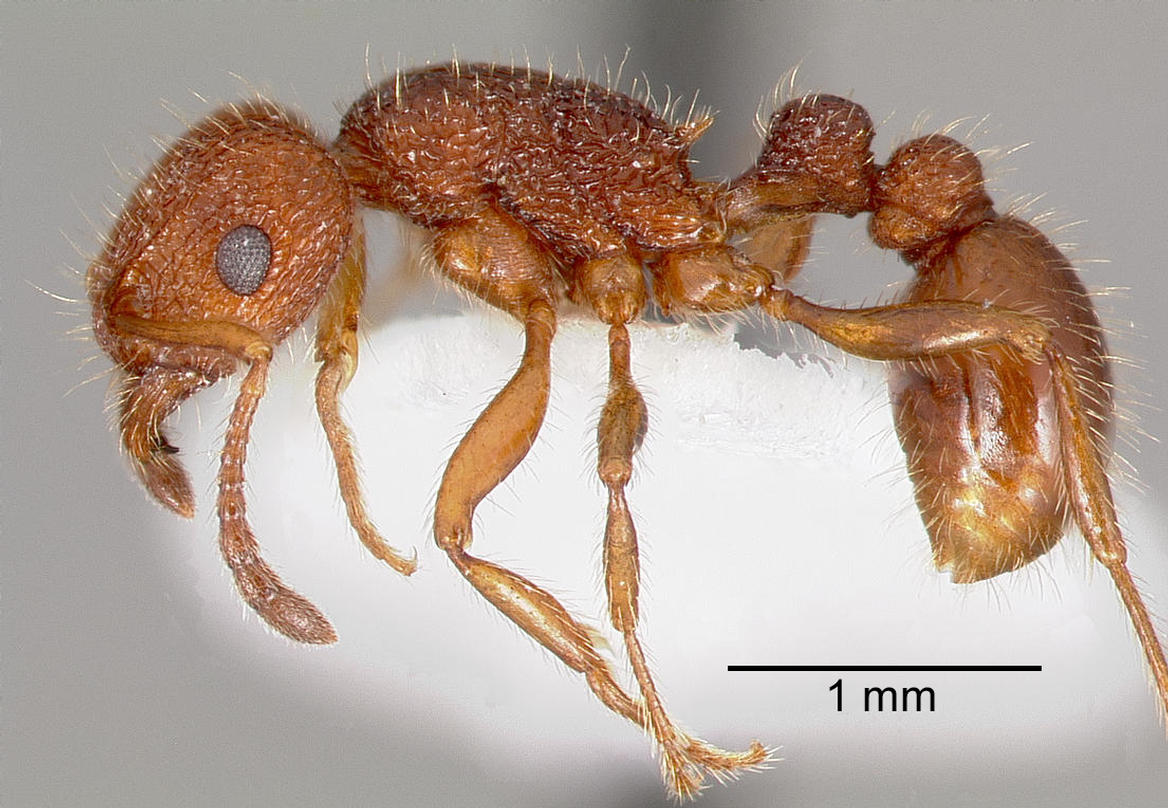
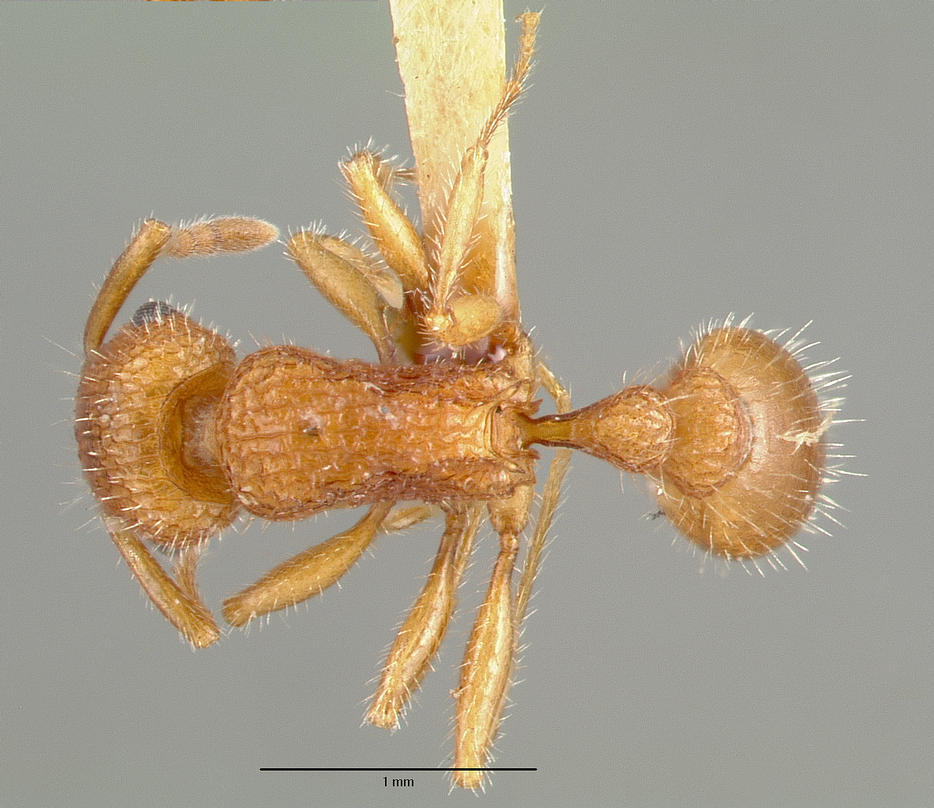
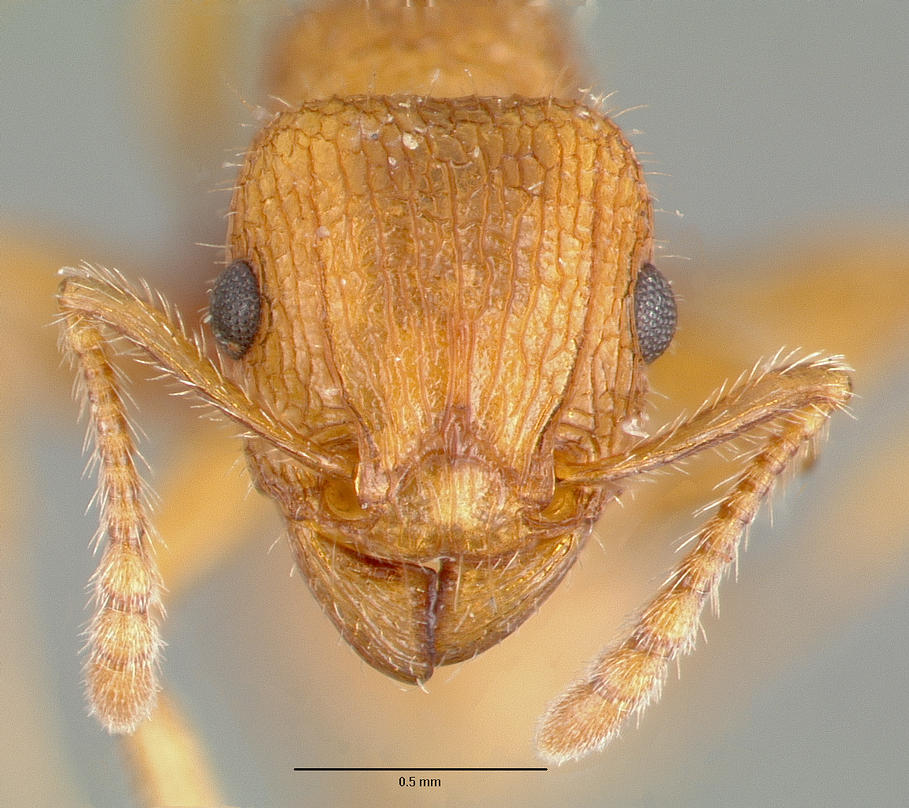